# Edla Lund
Edla Cecilia Lund, född 14 september 1866 i Stockholm, död 5 juli 1952 på Höstsol, Täby församling, Stockholms stift, var en svensk operettsångerska.
Edla Lund var dotter till kammarvaktmästaren hos Oscar II Carl Fredrik Johnsson. Hon planerade först att utbilda sig till pianist och var elev hos hos Wilhelm Heintze. Hon bedrev sångstudier vid Musikkonservatoriet under Hjalmar Håkanssons ledning 1881–1883 och var 1883–1884 knuten till Nya teatern i Stockholm, varpå hon hösten 1884 debuterade på Jönköpings teater vid Mauritz Ludvig Fröbergs sällskap som Denise de Flavigny i Lilla helgonet. Hon tillhörde sedan Fröbergs sällskap 1884–1886 och 1894–1896. Dessutom spelade hon Daphnis i Vasateaterns öppningsprogram 1886 Daphnis och Cloe. Hon var engagerad vid Vasateatern 1886–1887 och 1890–1891, vid Södra Teatern och Djurgårdsteatern 1888–1889, tillhörde August Rasmussens danska operettsällskap 1892–1894, Eldoradoteatern i Kristiania 1896–1897 och Albert Ranfts lyriska scener 1897–1903, innan hon drog sig tillbaka till privatlivet.
Bland hennes roller märks Boccaccin, Theblomma, Lille hertigen, Giroflé-Girofla, Fanchette Michel i Sjökadetten, Manuela i Farinelli och Fragoletto i Frihetsbröderna. Hon var från 1895 gift med Lucke Lund. De är begravna på Norra begravningsplatsen utanför Stockholm.